# Zelenîi Hai (Zelenîi Hai), Vasîlkivka
Zelenîi Hai (în ucraineană Зелений Гай) este localitatea de reședință a comunei Zelenîi Hai din raionul Vasîlkivka, regiunea Dnipropetrovsk, Ucraina.

## Demografie
Componența lingvistică a localității Zelenîi Hai
     Ucraineană (95,33%)
     Rusă (4,33%)
     Alte limbi (0,33%)
Conform recensământului din 2001, majoritatea populației localității Zelenîi Hai era vorbitoare de ucraineană (95,33%), existând în minoritate și vorbitori de rusă (4,33%).